# 붉은마자마사슴
붉은마자마사슴(Mazama americana)은 남아메리카의 숲에서 발견되는 마자마사슴의 일종이다. 아르헨티나 북부부터 콜롬비아와 기아나 지역까지 분포한다. 트리니다드 토바고의 트리니다드 섬에서도 발견된다.(역사적으로 아주 가까운 시기에 토바고 섬에서도 붉은마자마사슴이 서식했지만, 무분별한 사냥때문에 멸종했다.) 이전에는 중앙아메리카붉은마자마사슴과 유카탄갈색마자마사슴을 아종으로 포함하고 있었다.